# Амброзиевый полосатый листоед
Амброзиевый полосатый листоед (лат. Zygogramma suturalis) — вид жуков из подсемейства хризомелин (листоеды), используемый как биологическое оружие против злостных инвазивных сорняков рода амброзия (амброзия полыннолистная (Ambrosia artemisiifolia) и амброзия голометельчатая (Ambrosia psilostachya)).

## Распространение и интродукция
Амброзиевый полосатый листоед родом из Канады и США, интродуцирован на территорию бывшего СССР. Первая партия, состоящая из 1500 особей, была выпущена в окрестностях Ставрополя в 1978 году. К 1981 году численность популяции листоеда достигла значительных размеров, а к 1983 году фитофаг практически уничтожил амброзию на опытном участке и начал расселяться по окрестным полям.
При интродукции этого листоеда наблюдалось уникальное явление — нелетающий на своей родине (в Америке) жук стал у нас летать (это и обеспечило его широкое распространение) и настолько изменился, что европейские и азиатские популяции были описаны как новый подвид.